# Takako Matsu
Pour les articles homonymes, voir Matsu (homonymie).
Takako Matsu (松 たか子, Matsu Takako), née Takako Fujima (藤間 隆子, Fujima Takako) le 10 juin 1977 à Tokyo, est une actrice et chanteuse J-pop japonaise.

## Biographie
Elle opte pour le nom de scène Takako Matsu (松たか子) mais s'appelle en réalité Takako Fujima jusqu'à ce qu'elle se marie pour se nommer dorénavant Takako Sahashi.[réf. nécessaire]
En 2013, Takako Matsu interprète la version japonaise de Libérée, délivrée, du film La Reine des neiges.

## Filmographie partielle
- 1997 : Tōkyō biyori (東京日和?) de Naoto Takenaka : Mizutani
- 1998 : Histoire d'avril (四月物語, Shigatsu monogatari?)[1] de Shunji Iwai : Uzuki Nireno
- 2003 : 9 Souls (ナイン・ソウルズ?) de Toshiaki Toyoda : Yuki
- 2004 : La Servante et le Samouraï (隠し剣 鬼の爪, Kakushi ken oni no tsume?) de Yōji Yamada
- 2006 : The Uchōten Hotel (THE 有頂天ホテル, The uchōten hoteru?) de Kōki Mitani : Hana Takemoto
- 2006 : Brave Story de Kōichi Chigira
- 2007 : Tokyo Tower: Mom and Me, and Sometimes Dad (東京タワー 〜オカンとボクと、時々、オトン〜, Tōkyō tawaa ~ okan to boku to, tokidoki, oton ~?) de Jōji Matsuoka
- 2008 : K-20 : L'Homme aux 20 visages (K-20 怪人二十面相・伝,, Kē-tuentī: Kaijin nijū mensō den?) de Shimako Satō
- 2009 : Villon's Wife (ヴィヨンの妻 〜桜桃とタンポポ〜, Viyon no tsuma - ōtō to tanpopo?) de Kichitarō Negishi : Sachi
- 2010 : Confessions (告白, Kokuhaku?) de Tetsuya Nakashima
- 2012 : Dreams for Sale (夢売るふたり, Yume uru futari?) de Miwa Nishikawa : Satoko
- 2014 : La Maison au toit rouge (小さいおうち, Chiisai o-uchi?) de Yōji Yamada : Tokiko
- 2015 : A Farewell to Jinu (ジヌよさらば〜かむろば村へ〜, Jinu yo saraba 〜Kamuro ba mura e〜?) de Suzuki Matsuo (en) : Akiko Amano
- 2018 : Nakimushi shottan no kiseki (泣き虫しょったんの奇跡?) de Toshiaki Toyoda
- 2018 : Hardcore (ハード・コア?) de Nobuhiro Yamashita (en)
- 2018 : Kuru (来る?) de Tetsuya Nakashima
- 2019 : Masquerade Hotel (マスカレード・ホテル, Masukaredo hoteru?) de Masayuki Suzuki
- 2020 : Last Letter (ラストレター, Rasuto retā?) de Shunji Iwai : Yuri Kishibeno

### À la télévision
- 2001 : Hero : Maiko Amamiya (série télévisée)
- 2012 : Unmei no hito (運命の人?) : Yuriko (série télévisée)

### Doublage
- 2014 : La Reine des neiges (Frozen) de Walt Disney Pictures : Elsa (voix japonaise)

## Distinctions
Sauf indication contraire, les informations mentionnées dans cette section peuvent être confirmées par la base de données cinématographiques IMDb,  présente dans la section « Liens externes ».

### Récompenses
- 1997 : Hōchi Film Award du meilleur espoir pour Tōkyō biyori[2]
- 2004 : Hōchi Film Award de la meilleure actrice pour La Servante et le Samouraï[2]
- 2009 : Hōchi Film Award de la meilleure actrice pour K-20 : L'Homme aux 20 visages et Villon's Wife[2]
- 2009 : Nikkan Sports Film Award de la meilleure actrice pour Villon's Wife
- 2010 : prix de la meilleure actrice pour Villon's Wife aux Japan Academy Prize[3]
- 2010 : prix Kinema Junpō de la meilleure actrice pour Villon's Wife

### Sélections
- 2005 : prix de la meilleure actrice pour La Servante et le Samouraï aux Japan Academy Prize[4]
- 2008 : prix de la meilleure actrice dans un second rôle pour Tokyo Tower: Mom and Me, and Sometimes Dad aux Japan Academy Prize[5]
- 2011 : prix de la meilleure actrice pour Confessions aux Japan Academy Prize[6]
- 2013 : prix de la meilleure actrice pour Dreams for Sale aux Japan Academy Prize[7]